# الدين في جمهورية إفريقيا الوسطى
الدين في جمهورية إفريقيا الوسطى، تقع جمهورية إفريقيا الوسطى في وسط قارة إفريقيا، المسيحية هي دين الأغلبية، والدين الإسلامي ثاني أكبر الأديان فيها.

## المسيحية
هي الديانة السائدة في جمهورية إفريقيا الوسطى، تشكل المسيحية 75-89 في المئة من السكان. وفقًا لدراسة أجريت عام 2019، يفوق عدد البروتستانت عدد الكاثوليك في جمهورية إفريقيا الوسطى.

## الإسلام
الإسلام هو ثاني أكبر ديانة في البلاد، ويبلغ مجموع المسلمين حوالي 15 بالمائة من السكان غالبيتهم من السنة.

## الديانات الإفريقية التقليدية
تضم البلاد بعض الديانات التقليدية في إفريقيا وهم أقلية.